# マイバッハ・エクセレロ
エクセレロ（Exelero ）は、ドイツの自動車メーカーであるダイムラー・クライスラーがマイバッハブランドで発表したコンセプトカーである。

## 概要
タイヤメーカー・フルダの23インチ高性能タイヤ「エクセレロ」のプロモーション用に1台だけ製作され、2005年5月11日にベルリンのテンポドロームで発表された。このフルダはかつて自社タイヤの高速テストのためにマイバッハをベースとした流線型クーペSW38を製作している。
ベースとなったのはマイバッハ・57で、エンジンやボディの構造変更はメルセデス・ベンツが担当した。57用のV型12気筒ツインターボの排気量を5.5Lから5.9Lへ拡大し過給圧を上げて700PS/5,000rpm、104kgm/2,500rpmを発揮。風洞実験などに1年以上を費やしイタリア、ナルド・サーキットでの最高速テストでは351.45km/hを記録。デザインにはフォルツハイム造形大学も参加しており、プロトタイプの製作はイタリアのストーラが行った。
内装は最高級天然皮革を採用し、赤と黒のコントラストでレーシーさと豪華さを演出している。